# Phare de Darßer Ort
Le phare de Darßer Ort (en allemand : Leuchtturm Darßer Ort) est un phare inactif situé sur la péninsule de Fischland-Darß-Zingst, sur la commune de Born a. Darß, dans l'arrondissement de Poméranie-Occidentale-Rügen (Mecklembourg-Poméranie-Occidentale), en Allemagne.
Il est géré par la WSV de Stralsund .

## Histoire
Le phare de Darßer Ort ,, construit entre 1847 et 1848, a été mis en service le 1er janvier 1848 à la pointe nord-ouest de la péninsule de Fischland-Darß-Zingst pour marquer les hauts-fonds de Darßer Schwelle. Le phare est équipé d'une lentille de Fresnel dont la lampe a été électrifiée en 1936. Depuis 1978, il est exploité à distance.
Après sa restauration, depuis 1995, les visiteurs peuvent gravir les 134 marches qui mènent à la galerie de la lanterne. Le phare compte plus de 100 000 visiteurs par an. Au pied du phare se trouve le Darßer Ort Natureum (en), une branche du musée maritime allemand de Stralsund (German Oceanographic Museum (en).
Il se trouve dans le parc national du lagon de Poméranie occidentale à 5 km à l'ouest de Prerow.

## Description
Le phare  est une tour cylindrique en brique de 35 m de haut, avec une galerie et une lanterne, à côté d'un grand bâtiment en brique rouge de deux étages. Il émet depuis 2004, à une hauteur focale de 33 m, six (2+4) éclats blancs, par période de 22 secondes. Sa portée est de 23 milles nautiques (environ 43 km).
Identifiant : ARLHS : FED-070 - Amirauté : C1440 - NGA : 3516 .
|                                    |
| Péninsule de Fischland-Darß-Zingst |

|          |
| Le phare |

|          |
| Le phare |

### Lien connexe
- Liste des phares en Allemagne